# Seweryn Potocki
Seweryn Potocki herbu Pilawa (ur. 1762 w Kuryłówce, zm. 16 września 1829 w Moskwie) – polski poseł, senator, krajczy wielki koronny, tajny radca i członek Rady Państwa Imperium Rosyjskiego, kurator Uniwersytetu Charkowskiego, wolnomularz, kawaler maltański od 1811 roku.
Syn Józefa posła i krajczego koronnego i Anny Teresy Ossolińskiej, brat Jana pisarza i podróżnika, ojciec Leona dyplomaty oraz czterech córek, w tym Wandy, działaczki społecznej i charytatywnej.
W 1786 poślubił Annę Teofilę Sapieżankę, córkę Aleksandra Michała Sapiehy. Właściciel m.innymi wsi Zabłotów, Demycze, Tułuków w Stanisławowskim.
Był działaczem patriotycznym w okresie Sejmu Wielkiego, poseł województwa bracławskiego na Sejm Czteroletni w 1788 roku. Nie przystąpił do Targowicy. Wyjechał do Rosji, gdzie prowadził owocną działalność oświatową w rządzie Carów. W Odessie pobudował w latach 1805–1810 pałac klasycystyczny, który istnieje do dziś przy ul. Sofijskiej i od 1899 mieści Muzeum Sztuk Plastycznych.
Był członkiem komisji pełnomocnej lwowskiej, powołanej w 1790 roku dla układów z Leopoldem II Habsburgiem. Był członkiem Zgromadzenia Przyjaciół Konstytucji Rządowej.
Został odznaczony Orderem Orła Białego 5 lipca 1791 roku oraz Orderem Świętego Aleksandra Newskiego. W 1784 został kawalerem Orderu Świętego Stanisława. Był członkiem korespondentem Towarzystwa Warszawskiego Przyjaciół Nauk.
W XVIII wieku był członkiem loży wolnomularskiej Świątynia Izis.